# Geometria descritiva

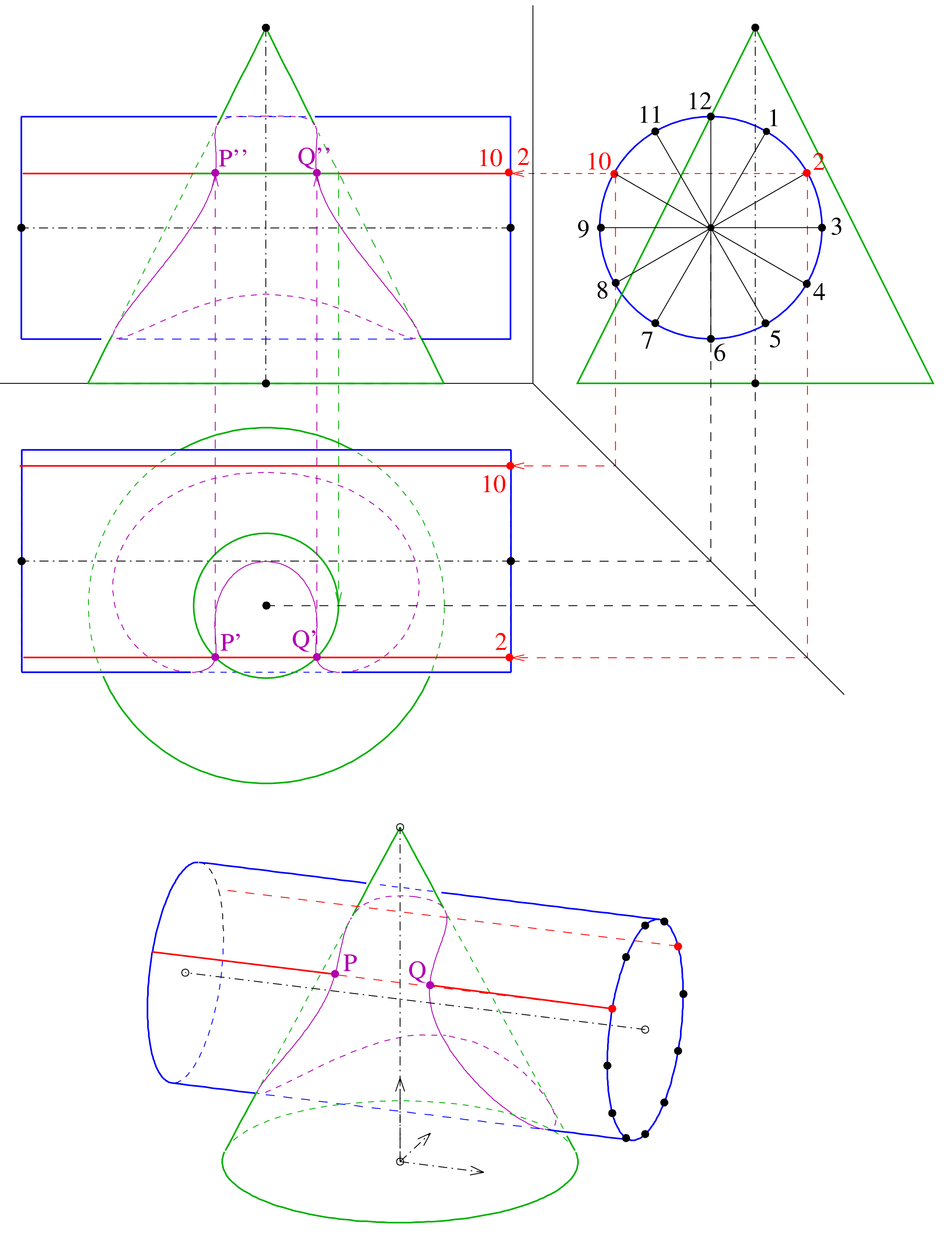
Figura 1 - Interseção de sólidos

Figura 2 - Representação de sólido composto pela união entre uma esfera e um cone, que demonstra em épura o traçado da Geometria Descritiva

Geometria descritiva (também chamada de geometria mongeana ou método de monge) é um ramo da geometria que tem como objetivo representar objetos de três dimensões em um plano bidimensional e, a partir das projeções, determinar distâncias, ângulos, áreas e volumes em suas verdadeiras grandezas.
Esse método projetivo foi desenvolvido por Gaspard Monge (1746 —  1818) e teve grande impacto no desenvolvimento tecnológico desde a sua sistematização. Percebida sua importância, a geometria descritiva foi tratada com atenção e considerada, no início, como segredo de  Estado.

## Metodologia
Na geometria descritiva utiliza-se a épura para representar objetos, a partir de observadores que se encontram situados no infinito (pontos impróprios), os quais determinam direções de retas projectantes. A épura de Monge é a planificação do que foi projectado ortogonalmente nos planos de projeção, também ortogonais entre si.
A linha de terra (LT) é a reta de interseção entre os planos de projeção propostos por Monge, chamados de Vertical (ou Frontal) e Horizontal, os quais dividem o espaço em quatro diedros ou quadrantes. Posteriormente Gino Loria implementou o terceiro plano de projeção (que deu origem à vista lateral esquerda, quando vista do 1º diedro).
As vistas são alinhadas entre si, através de linhas de chamada, permitindo a percepção de sua posição relativa (Cf. fig. 1).
Na épura, que pode ser ilustrada como a prancheta de desenho, ocorre o desenvolvimento do projeto.
A geometria descritiva serve de base teórica para o desenho técnico, permitindo a construção de vistas auxiliares, cortes, secções, rebatimentos, rotações, interseções de planos e sólidos, mudança de plano(s) de projeção, determinação de verdadeiras grandezas (V.G.) de distâncias, ângulos e superfícies, bem como o cálculo de volumes a partir dos dados extraídos das projecções ortogonais.

## Ensino
O ensino de geometria descritiva é fundamental para  a arquitetura, a engenharia, o design de interiores e o design de produtos; quanto maior for o seu conhecimento, mais poderá ser extraído dos programas de CAD e das modelagens em 3D, que exigem o domínio de medidas, curvaturas e ângulos exatos.
Dentro dos cursos de artes visuais, ela tem o intuito de desenvolver a habilidade espacial dos alunos e, consequentemente, exercitar o hemisfério direito do cérebro.
Muitos cursos superiores de design gráfico, ao reformarem suas grades (estruturas) curriculares, têm eliminado a  geometria descritiva, substituindo-a por disciplinas mais condizentes com outras funções específicas, como ilustrações digitais e softwares artísticos de modelagem tridimensional, uma vez que estes podem não requerer precisão geométrica. A modelagem tridimensional comporta, em seu entendimento e construção, os conceitos da geometria descritiva. Para gerar maquetes virtuais de qualidade, é necessário o conhecimento de conteúdos específicos da geometria descritiva, como, por exemplo, a localização de pontos através de coordenadas (X, Y, Z) em suas formas absolutas ou relativas.

## Representação dos pontos de intersecção de uma qualquer recta com um cone oblíquo de base elíptica
Desenho realizado com recurso a dois pontos de vista, uma frontal e outra horizontal, sendo estas duas vistas separadas por uma linha de fundo (LT), os pontos de intersecção estão representados em {G,H}.

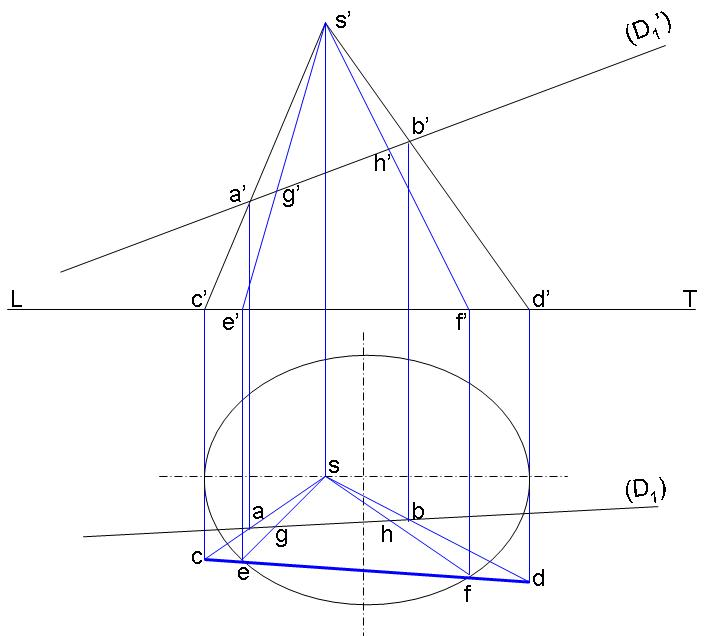
Determinação, através de um esboço de traçado, dos pontos de intersecção (G e H) de uma qualquer recta e de um cone.

Explicação do desenho utilizando uma representação em perspetiva:

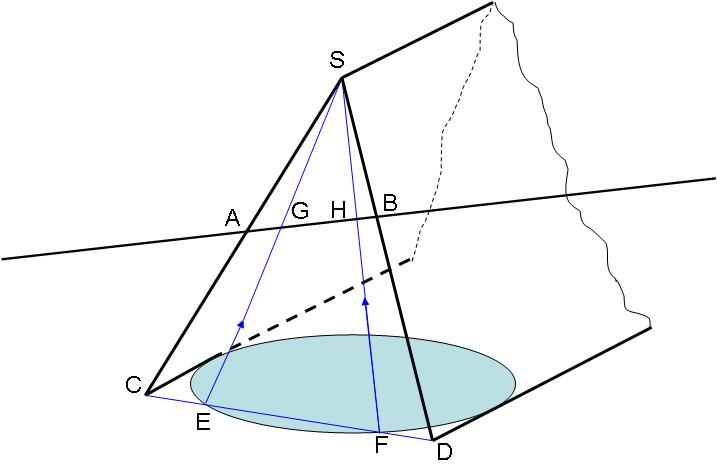
Representação dos pontos G e H da intersecção de uma qualquer reta com um cone.

## Representação de uma intersecção entre dois volumes

Exemplo de desenho manual de uma intersecção cone/esfera.

A intersecção de dois volumes (por exemplo, uma abertura de furo na superfície ou duas peças soldadas) segue geralmente uma curva “complexa”. Para desenhar esta curva é necessário identificar os pontos em duas projecções: o ponto pertence a ambos os volumes, uma das vistas dará a sua dimensão, a outra a sua distância.
A construção desta curva será feita “ponto a ponto”, utilizando o método do plano auxiliar.